# Dalmát harangvirág
A dalmát harangvirág (Campanula portenschlagiana) a fészkesvirágzatúak (Asterales) rendjébe, ezen belül a harangvirágfélék (Campanulaceae) családjába tartozó faj.
Az alapfaj Dalmáciában, mészkősziklákon honos.

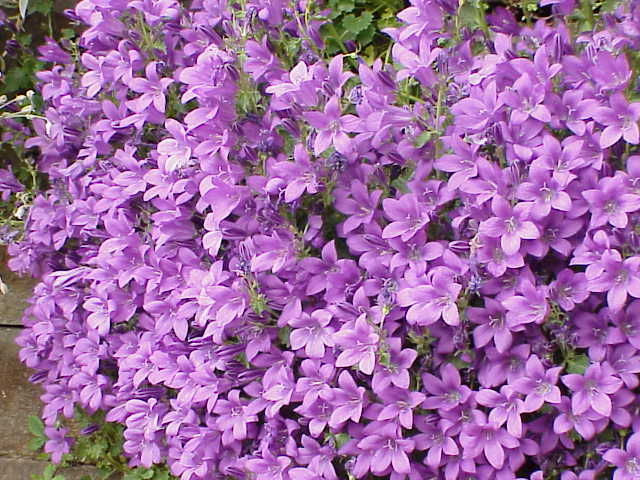
dalmát harangvirág

15–20 cm magas, tarackokkal terjedő tövű, alacsonyan elterülő, párnát alkotó, heverő szárú évelő. A levelek szív alakúak, fodrosak, fogazottak. Liláskék virágai rövid fürtökben tömegével nyílnak, csillag alakúak.
  
Tavasszal - illetve nyáron, nyár elején  - virágzó ('hosszúnappalos')  növény.
 
Kőfalak fugáiban, sziklakertekben, szegélyágyakban gyönyörű színfoltot képez.
 
Napos, félárnyékos, védett helyre egyaránt ültethető.
Rendszeres öntözés mellett mutatja meg igazi díszértékét.
A jó vízelvezetésű, mérsékelten száraz, középkötött talajokat szereti.